# Papuanticlea horia
Papuanticlea horia är en fjärilsart som beskrevs av Louis Beethoven Prout 1939. Papuanticlea horia ingår i släktet Papuanticlea och familjen mätare. Inga underarter finns listade i Catalogue of Life.